# Frente Popular (Túnez)
El Frente Popular para la Realización de los Objetivos de la Revolución (en árabe: الجبهة الشعبية لتحقيق أهداف الثورة; en francés: Front populaire pour la réalisation des objectifs de la révolution) y abreviado como Frente Popular (ej-Jabha) es una alianza electoral tunecina de orientación izquierdista compuesta por nueve partidos políticos de diferentes orientaciones socialistas y varios candidatos independientes.
La coalición se fundó en octubre de 2012, reuniendo en ese entonces a los doce principales partidos políticos socialistas del país, siendo el más importante el Partido de los Trabajadores. Posteriormente el número de partidos en la coalición disminuyó a nueve. Aproximadamente 15.000 personas asistieron a la primera reunión de la coalición en la Ciudad de Túnez.

## Resultados legislativos
| Año  | # de votos | % de votos | # de escaños | +/– | Posición  |
| ---- | ---------- | ---------- | ------------ | --- | --------- |
| 2011 | 119.901    | 2.95       | 6/217        |     | Oposición |
| 2014 | 124.654    | 3.66       | 15/217       | 9   | Oposición |
| 2014 | 32,365     | 1.13       | 1/217        | 14  | Oposición |